# Berberis minzaensis
Berberis minzaensis är en berberisväxtart som beskrevs av L. A. Camargo. Berberis minzaensis ingår i släktet berberisar, och familjen berberisväxter. Inga underarter finns listade i Catalogue of Life.